# Дядюн, Тимофей Никитович
Тимофей Никитович Дядюн — советский хозяйственный, государственный и политический деятель, Герой Социалистического Труда.

## Биография
Родился в 1911 году в местечке Козин. Член КПСС.
Участник Великой Отечественной войны, старший писарь продовольственной службы 264-го отдельного автотранспортного батальона. С 1946 года — на хозяйственной, общественной и политической работе. В 1946—1982 гг. — агроном, секретарь парткома, председатель колхоза, выпускник специальной школы директоров совхозов в Харьковской области, директор совхоза «Бильшовыцькый наступ» Великоалександровского района Херсонской области Украинской ССР.
Указом Президиума Верховного Совета СССР от февраля 1971 года присвоено звание Героя Социалистического Труда с вручением ордена Ленина и золотой медали «Серп и Молот».
Умер в селе Борозенское в 1986 году.